# 마장중학교 (경기)
마장중학교(麻長中學校)는 대한민국 경기도 이천시 마장면 덕평리에 있는 공립 중학교이다.

## 학교 연혁
- 1960년 3월 3일 : 마장중학교 설립 인가(3학급)
- 1960년 5월 21일 : 초대 권오영 교장 취임
- 1973년 11월 30일 : 학급 증설 인가(12학급)
- 1986년 3월 1일 : 중학교 설립 유공자 공적비 제막식
- 1998년 4월 4일 : 강당(청운관) 준공
- 2013년 8월 30일 : 급식소 신축
- 2023년 9월 1일 : 제25대 최진 교장 취임
- 2024년 1월 5일 : 제62회 졸업식(졸업생 95명, 총 6,028명)
- 2024년 3월 4일 : 2024학년도 입학식(136명 입학)

## 참고 자료
- 마장중학교 - 한국교육학술정보원 학교알리미